# Tore Edman
Tore Edman (née le 25 juillet 1904 à Arvika et mort le 16 juin 1995) est un sauteur à ski suédois.

## Palmarès

### Championnats du monde
| Épreuve / Édition | Cortina d'Ampezzo 1927 |
| Individuel        | Or                     |